# 18:30 aujourd'hui
18:30 aujourd'hui est une émission de télévision française diffusée sur France 3 de septembre 2009 à juin 2010.

## Diffusion
L'émission, intégrée au journal télévisé le 19/20, est diffusée en semaine de 18 h 30 à 18 h 45.
En juillet 2010, la direction de France 3 annonce que le magazine n'est pas reconduit à la rentrée 2010, au profit d'un nouveau rendez-vous des régions présenté par François Pécheux et diffusé à partir de septembre 2010 à 13 h.

## Principe
18:30 Aujourd'hui est un magazine d'information qui, grâce au réseau de France 3, fort de ses 101 implantations régionales et locales, propose une information de proximité. 
Chaque jour, trois à cinq interventions ont lieu en duplex, avec des journalistes de France 3 ou des invités.

## Présentation
Du 14 septembre 2009 au 18 décembre 2009, elle est présentée par Laurent Bignolas du lundi au jeudi et par Catherine Matausch le vendredi.
Du 4 janvier 2010 au 11 juin 2010, elle est présentée par Samuel Étienne du lundi au jeudi et toujours par Catherine Matausch le vendredi.

### Du lundi au jeudi
- septembre - décembre 2009 : Laurent Bignolas
- février 2010 - juin 2010 : Samuel Etienne[5]

### Le vendredi
- septembre 2009 - juin 2010 : Catherine Matausch